# Paul Zifferer
Paul Zifferer (* 9. März 1879 in Bistritz; † 14. Februar 1929 in Wien) war ein österreichischer Schriftsteller, Journalist und Diplomat.

## Leben

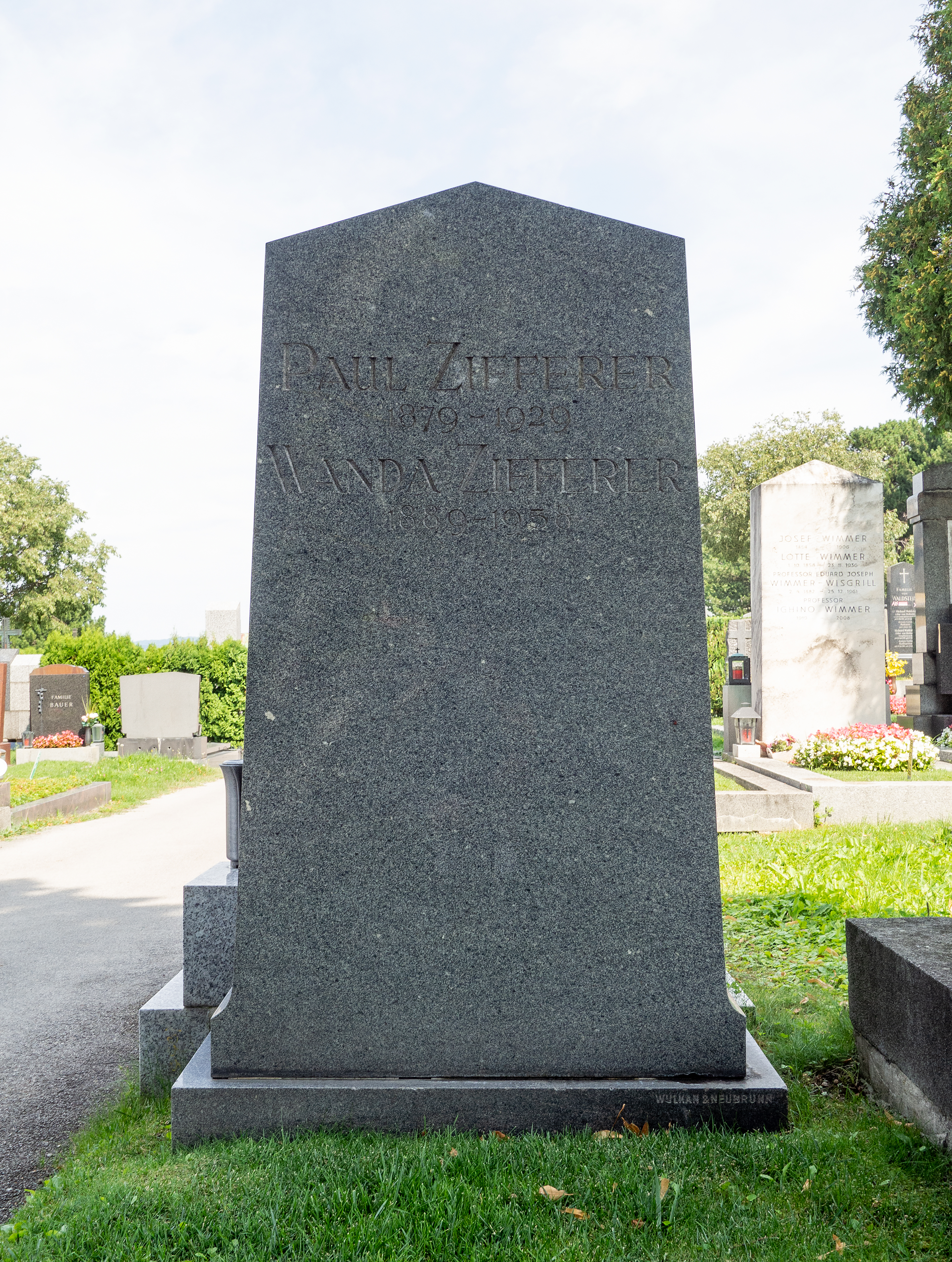
Grab von Paul Zifferer auf dem Hietzinger Friedhof

Paul Zifferer stammte aus einer jüdischen Familie von Branntweinbrennern in Mähren. Er studierte sowohl Jus als auch Philosophie an der Universität Wien und an der Sorbonne in Paris. Er schloss sich danach der Literatengruppe Jung-Wien an. Dort hatte er vor allem Umgang mit Hugo von Hofmannsthal und Arthur Schnitzler. Zifferer schrieb Romane, Erzählungen, Dramen und Lyrik in deutscher und zuletzt in französischer Sprache. Er betätigte sich außerdem als Übersetzer von Werken von Gustave Flaubert und Rachilde.
Zifferer arbeitete als Journalist für das Feuilleton des Neuen Wiener Journals und der Neuen Freien Presse. Während des Ersten Weltkriegs war er Kriegsberichterstatter in Albanien. Er wurde 1917 Herausgeber der französischsprachigen Zeitschrift Revue d’Autriche, die von Hugo von Hofmannsthal gegründet worden war. Für die Neue Freie Presse berichtete er von den Verhandlungen zu den Pariser Vorortverträgen. Zifferer wirkte von 1918 bis zu seinem Tod 1929 als Presse-Attaché an der Österreichischen Botschaft in Paris. Im Zuge dessen nahm er auch an internationalen Kongressen wie den Versammlungen des Völkerbunds teil.
Paul Zifferer war verheiratet und hatte eine Tochter. Er starb im Alter von 49 Jahren an Nierenkrebs und wurde auf dem Hietzinger Friedhof in Wien bestattet.

## Werke
- Zwei Märchen aus dem Böhmerwalde. Sammlung. Bierson, Dresden 1898.
- Das Märchen des Lebens. In: Arbeiter-Zeitung. 10. Dezember 1899, S. 11 (Digitalisat).
- Der kleine Gott der Welt. Romandichtung. Seemann, Leipzig 1902.
- Pariser Kantilenen. H. Seemann Nachf., Leipzig 1904.
- Das Kleid des Gauklers. Meyer & Jessen, Berlin 1911.
- Die helle Nacht. Ein Gedicht. Meyer & Jessen, Berlin 1912.
- Napoleon. Mit Illustrationen von Felician Myrbach. Munk, Wien 1912.
- Kälteschutz
- Beim Vormarsch in den Karpathen. In: Hilfsaktion des Kriegsfürsorgeamtes „Kälteschutz“ (Hrsg.): Kälteschutz 19149–15.–1915. Selbstverlag, Wien 1915, S. 48–58.
- Der fremde Frau. Roman. Fischer, Berlin 1916.
- Das Feuerwerk. Eine Rahmenerzählung. Fischer, Berlin 1919.
- Die Kaiserstadt. Fischer, Berlin 1923 (Digitalisat).; Ditzingen : Reclam, 2023, ISBN 978-3-15-011443-8
- Le saut dans l’inconnu. Roman. Editions de l’Illustration, Paris 1927. = Der Sprung ins Ungewisse. Roman. Fischer, Berlin 1927.

## Briefe
- Hilde Burger (Hrsg.): Hugo von Hofmannsthal / Paul Zifferer: Briefwechsel. Verlag der Österreichischen Staatsdruckerei, o. O., o. J. [Wien 1983]. ISBN 3-7046-0024-5

## Ehrungen
- Ritterkreuz der Ehrenlegion (1927)[2]
- Straßenbenennung der Zifferergasse in Wien-Essling (1955)[7]